# Le Breuil-sur-Couze

Le Breuil-sur-Couze este o comună în departamentul Puy-de-Dôme, Franța. În 1 ianuarie 2022 avea o populație de 1.030 de locuitori.